# イーグルス応援歌
「イーグルス応援歌」（イーグルスおうえんか）、もしくは「イーグルスの歌」（イーグルスのうた）は、かつて日本職業野球連盟に所属していた大和軍の前身に当たるイーグルスが制定した球団歌である。作詞・佐伯孝夫、作曲・深海善次。

## 解説
1937年（昭和12年）に後楽園球場を運営主体として結成された後楽園イーグルスは経営不振のため同年秋に大日本麦酒の高橋龍太郎へ譲渡され、翌年以降は球団名の「後楽園」を外してイーグルスとした。「イーグルス応援歌」の作成経緯や時期は資料が無いため不詳だが、1940年（昭和15年）の時点では日本職業野球連盟所属の9球団全てが球団歌を制定していたとされるため、遅くとも同年の春以前には完成していた可能性が高い。
歌詞は全2番で打線の破壊力を「グラウンドの重爆撃機」とする部分に大きな特徴があったが「ハードプレイ フェアー」や結語の「イーグルス ブラヴォー」など英語が多用されていたこともあり、敵性語排除の流れを受けて球団名が黒鷲軍（くろわしぐん）へ改称された1941年（昭和16年）以降は演奏されなくなったとみられる。作曲者の深海は長らく海軍の軍楽隊に所属し、東京音楽学校嘱託を経てビクターレコード専属作曲家となっていたが、SP盤の製造はもとより楽譜の所在も確認されていない。
黒鷲軍は1942年（昭和17年）のシーズン終了後、高橋の旧友でイーグルス時代から球団の後援会長を務めていた佐伯謙吉が経営する大和工作所に譲渡されて大和軍（やまとぐん）へ改称したが、戦況の悪化により1943年（昭和18年）のシーズン終了を以て解散した。なお作詞者の佐伯孝夫は戦後のプロ野球再開後に大陽ロビンス球団歌「輝けロビンス」、1950年（昭和25年）の2リーグ分裂後はパシフィック・リーグに属した南海ホークスの球団歌「南海ホークスの歌」と、戦前の「イーグルス応援歌」を含めていずれも鳥の名前を冠した球団歌を作詞している。